# Ґіші
Кіш (азерб. Kiş), Ґіші (вірм. Գիշի) — село у Мартунинському районі Нагірно-Карабаської Республіки. Село розташоване за 9 км на південний захід від міста Мартуні, за 3 км на північний захід від села Хнушінак, на трасі Мартуні — Кармір шука.

## Пам'ятки
В селі розташована святиня «Воске хач» (Золотий хрест) 18-19 століття та джерело 18-19 століття.

## Видатні уродженці
- Авакян Фіруза Петросівна — карабаський педагог, депутат Верховної Ради СРСР.